# 欧特克洛克
欧特克洛克（法語：Hautecloque，法語發音：[otklɔk]）是法国上法蘭西大區加来海峡省的一个市镇，属于阿拉斯区。

## 地理
欧特克洛克（50°20'7"N, 2°18'52"E）面积6.84 平方千米，位于法国上法蘭西大區加来海峡省，该省份为法国北部沿海省份，西北濒北海，南至索姆省，东临北部省。
与欧特克洛克接壤的市镇（或旧市镇、城区）包括：比讷维尔、克鲁瓦塞特、埃夸夫尔、弗莱尔、弗拉姆库尔、埃兰库尔、埃兰勒塞克、迈尼勒、拉姆库尔、锡比维尔。

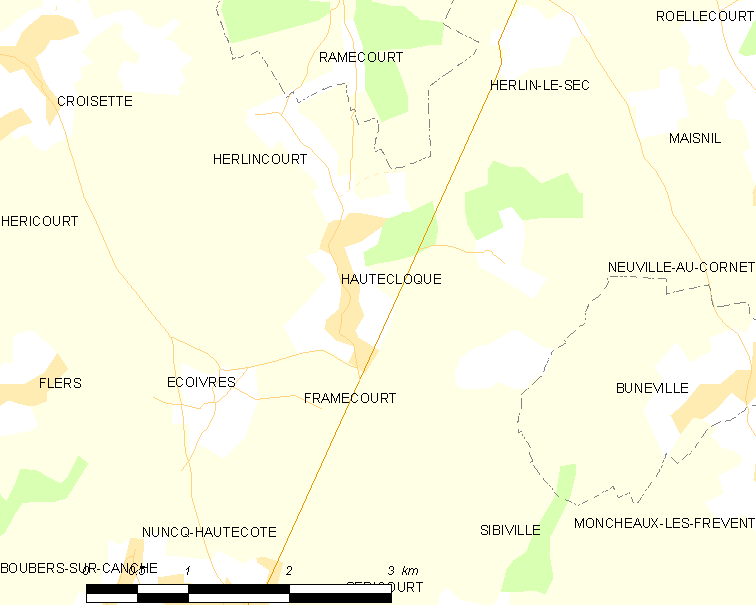
欧特克洛克的OSM定位图

欧特克洛克的时区为UTC+01:00、UTC+02:00（夏令时）。

## 行政
欧特克洛克的邮政编码为62130，INSEE市镇编码为62416。

## 政治
欧特克洛克所属的省级选区为泰努瓦斯河畔圣波勒县。

## 人口

1962-2008年间欧特克洛克人口变化图示

欧特克洛克于2022年1月1日时的人口数量为215人。